# Ceratomia undulosa
Ceratomia undulosa is een vlinder uit de familie pijlstaarten (Sphingidae).
De soort komt voor in het oostelijk deel van de Verenigde Staten en het zuidoosten van Canada.
Het dier heeft een spanwijdte van 76 tot 110 mm. De grondkleur van de voorvleugel is licht bruingrijs, de tekening bestaat uit golvende lijntjes en een opvallend wit zwartomrand vlekje midden op de vleugel. De achtervleugel is grijs met donkere banden. De soort vliegt in een of twee jaarlijkse generaties.
De waardplanten zijn Fraxinus, liguster, eik, meidoorn en Chionanthus virginicus. De rups verpopt in de grond. Als imago neemt de soort vermoedelijk geen voedsel meer tot zich.